# Samtgemeinde Marklohe

Lage der Samtgemeinde im Landkreis Nienburg/Weser

In der Samtgemeinde Marklohe aus dem niedersächsischen Landkreis Nienburg/Weser hatten sich die Gemeinden Marklohe, Wietzen und Balge zur Erledigung ihrer Verwaltungsgeschäfte zusammengeschlossen. Des Weiteren bestand eine Verwaltungskooperation mit der Gemeinde Steyerberg und der Samtgemeinde Liebenau in Form des Zweckverbandes „Linkes Weserufer“. Der Verwaltungssitz der Samtgemeinde war in der Gemeinde Marklohe, in der Ortschaft Lemke. Die Samtgemeinde wurde am 5. August 1967 als Samtgemeinde Marklohe zu Lemke gegründet. Mit der Gebietsreform in Niedersachsen verschwand der Zusatz „zu Lemke“ aus dem Namen, da Doppelnamen nicht mehr geführt werden durften.
Zum 1. November 2021 fusionierte die Samtgemeinde Marklohe mit der Samtgemeinde Liebenau zur Samtgemeinde Weser-Aue.

## Geografie

### Samtgemeindegliederung
- Balge (mit den Ortsteilen Balge, Blenhorst, Bötenberg, Buchhorst, Holzbalge, Mehlbergen und Sebbenhausen)
- Marklohe (mit den Ortsteilen Marklohe, Lemke, Oyle und Wohlenhausen)
- Wietzen (mit den Ortsteilen Wietzen und Holte)

## Politik

### Samtgemeinderat
Die Kommunalwahl am 11. September 2016 hatte folgendes Ergebnis.
- CDU: 10 Sitze (±0)
- SPD: 8 Sitze (±1)
- GRÜNE: 2 Sitze (+1)
- FWG: 2 Sitze (+1)[3]

### Samtgemeindebürgermeister
Hauptamtliche Bürgermeisterin der Samtgemeinde war seit 17. März 2016 Inge Bast-Kemmerer. Bei der letzten Bürgermeisterwahl am 6. März 2016 wurde sie bei einem Gegenkandidaten mit 68,13 % der Stimmen gewählt. Die Wahlbeteiligung lag bei 51,7 %.
Bisherige Amtsinhaber
- 2001–2011: Detlev Kohlmeier (parteilos)
- 2011–2013: Amt gem. § 80 Abs. 3 NKomVG nicht besetzt
- 2013–2015: Volker Friemelt (parteilos)
- seit 2016: Inge Bast-Kemmerer (parteilos)